# Nanc-lès-Saint-Amour
Nanc-lès-Saint-Amour ist eine Ortschaft und eine Commune déléguée in der französischen Gemeinde Les Trois-Châteaux mit 296 Einwohnern (Stand: 1. Januar 2018) im Département Jura in der Region Bourgogne-Franche-Comté. 
Sie wurde mit Wirkung vom 1. April 2016 mit den früheren Gemeinden L’Aubépin und Chazelles zur Commune nouvelle Les Trois Châteaux zusammengelegt. Sie befand sich im Arrondissement Lons-le-Saunier und im Kanton Saint-Amour.

## Geografie
Das Gebiet ist Teil des Naturschutzgebietes Revermont. Die Nachbarorte sind Saint-Amour im Norden, L’Aubépin im Nordosten, Thoissia im Osten, Nantey im Südosten, Saint-Jean-d’Étreux im Süden und Chazelles im Südwesten.

## Bevölkerungsentwicklung
| 1962 | 1968 | 1975 | 1982 | 1990 | 1999 | 2008 | 2018 |
| ---- | ---- | ---- | ---- | ---- | ---- | ---- | ---- |
| 257  | 233  | 224  | 227  | 246  | 261  | 281  | 296  |

## Wirtschaft
Die in Nanc-lès-Saint-Amour produzierten Weine gehören zum Weinbaugebiet Côtes du Jura.
|  |  |